# Michele Emiliano
Michele Emiliano (Bari, 23 luglio 1959) è un politico e magistrato italiano, presidente della Regione Puglia dal 26 giugno 2015 e sindaco di Bari dal 2004 al 2014.

## Biografia
Figlio di Franca Lattarulo (1934-2023) e Giovanni Emiliano (1929-2013), piccolo imprenditore e fondatore di una delle principali aziende baresi specializzate nella logistica e nel design, con un passato da calciatore, Michele si trasferisce con la famiglia a Bologna, dove risiede dal 1962 al 1968 per poi rientrare a Bari, dove da ragazzo si dedica soprattutto alla pallacanestro e si diploma al liceo classico Quinto Orazio Flacco. Si laurea in giurisprudenza nel 1983 e per un periodo lavora come praticante nello studio di un avvocato. Nel 1988 si sposa. Dal matrimonio ha avuto tre figli: Giovanni, Francesca e Pietro.

### Attività in magistratura
All'età di 26 anni lascia la pratica come avvocato e supera il concorso in magistratura; in quel periodo di mattina fa l'uditore apprendista magistrato e di pomeriggio lavora come tuttofare dal padre. Si trasferisce quindi ad Agrigento, dove lavora in Procura e incontra Giovanni Falcone e Rosario Livatino. Dal 1990 al 1995 lavora presso la Procura di Brindisi e si occupa di lotta alla mafia. Nel 1995 ritorna a Bari, come sostituto procuratore della Direzione Distrettuale Antimafia (DDA): conserva questo incarico fino al 2003, quando accetta di candidarsi a sindaco di Bari per la coalizione di centro-sinistra (carica per la quale viene eletto nel 2004).

## Attività politica

### Sindaco di Bari (2004-2014)
Alle elezioni amministrative del 12 e 13 giugno 2004 Emiliano viene eletto, a sorpresa, sindaco di Bari al primo turno, sostenuto dalla coalizione di centro-sinistra, battendo il candidato del centro-destra, Luigi Lobuono, con il 53,8% dei consensi. La sua lista civica, la Lista Emiliano per Bari, ottiene una notevole affermazione e il maggior numero di eletti in consiglio comunale. Dal gennaio 2005 è nominato delegato dell'Associazione Nazionale Comuni Italiani (ANCI) per le politiche per il Mezzogiorno e, dal 29 marzo 2007, coordinatore dei sindaci delle città metropolitane. Da aprile 2007 è, inoltre, presidente del Consorzio per l'area di sviluppo industriale di Bari.
Il 14 ottobre 2007 è eletto segretario regionale del Partito Democratico in Puglia, prevalendo sul senatore Antonio Gaglione. Carica che ricopre fino al 2009, dal 2009 al gennaio 2014 è presidente regionale del PD Puglia. Si ricandida a sindaco alle elezioni comunali del 6 e 7 giugno 2009, dove ottiene al primo turno il 49,01% dei voti, con un distacco di poco più di 6.000 voti sul candidato del centro-destra ed ex sindaco di Bari, Simeone Di Cagno Abbrescia (46,05%). Viene confermato sindaco di Bari al ballottaggio del 21 e 22 giugno 2009 con il 59,8% di voti e con un distacco di quasi 33.000 voti dal suo avversario.
In questi anni il Comune di Bari si sta dotando di un nuovo Piano Urbanistico Generale, il cui "Documento Programmatico Preliminare" (DPP) è stato approvato dalla Giunta Comunale nel 2009 e dal Consiglio comunale nel 2011; questo Piano sostituirà il precedente P.R.G., realizzato dall'architetto Ludovico Quaroni nel 1965 (a riprendere il precedente piano Calzabini-Piacentini, del 1952) e attuato a partire dal 1979. Il nuovo Piano Urbanistico mira a riqualificare il territorio comunale soprattutto nelle periferie, nel settore ambientale, nella razionalizzazione del settore dei trasporti e nella riconnessione delle "smagliature" venutesi a creare nel tempo nel tessuto urbano.
Famose sono state le battaglie intraprese dalla giunta Emiliano contro l'ecomostro di Punta Perotti e sulla bonifica della Fibronit.
Dal 2004 la giunta guidata dall'ex magistrato ha realizzato iniziative e infrastrutture che hanno segnato il cambiamento nelle politiche di mobilità e traffico a Bari, con la redazione di un Biciplan che prevede una rete di piste ciclabili lunga circa 190 km che si snoda lungo tutta la città. L'obiettivo è quello di svuotare il centro cittadino dalle auto riqualificando gli spazi e lo stile di vita di cittadini e pendolari. È inoltre stato attivato un servizio di bike sharing con diverse postazioni per il noleggio di biciclette in tutta l'area urbana e un parcheggio biciclette attrezzato ("velostazione"). Tra gli interventi realizzati ci sono i 3 park&ride presenti oggi nella città di Bari e il park&train.
Nel 2008 è stata attivata la Ferrovia Bari-San Paolo, che collega la periferia ovest della città. Il 20 luglio 2013 è invece entrato in servizio il passante ferroviario che collega l'aeroporto alla stazione centrale ed alla rete ferroviaria nazionale. Come sindaco di Bari, Emiliano si è occupato della ricostruzione del teatro Petruzzelli dopo l'incendio e diventa, come previsto dallo statuto, presidente della Fondazione lirico sinfonica "Petruzzelli e teatri di Bari". Nel 2008 si sono conclusi i lavori di ripristino del Petruzzelli alla sua piena funzionalità e il 7 settembre 2009 le chiavi del Politeama sono state consegnate alla Fondazione Lirico Sinfonica Petruzzelli e Teatri di Bari che ne ha assunto la gestione.

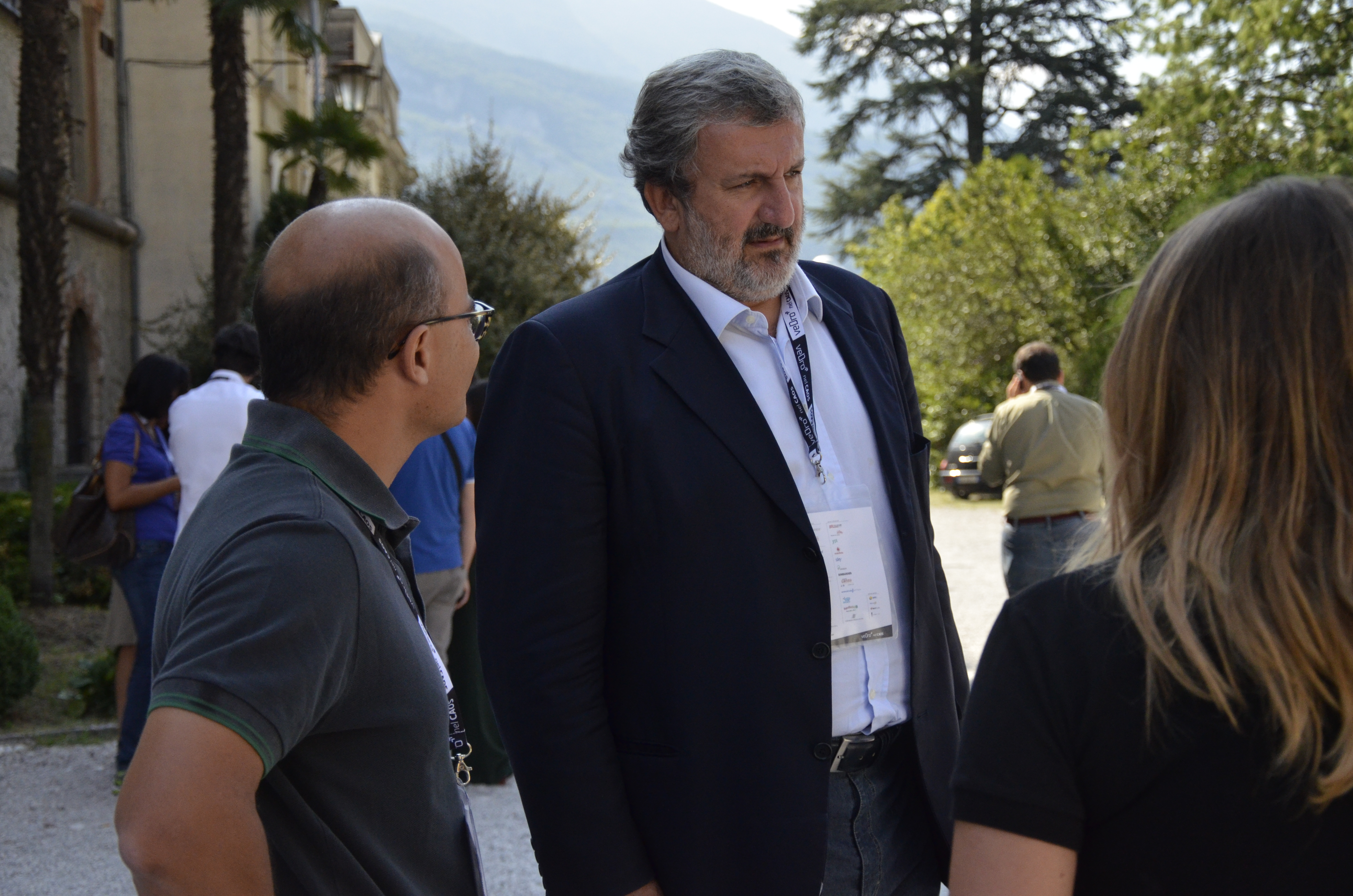
Michele Emiliano a veDrò (2011)

Nel 2011 ha fondato il movimento "Emiliano per la Puglia" nato con la missione di favorire il dialogo tra le diverse culture e posizioni politiche. Il movimento è stato definito un ”laboratorio diffuso”, punto di incontro tra pubblici amministratori, imprenditori, associazioni e cittadini.
A gennaio 2012 il sondaggio Governance Poll del Sole 24 ore lo colloca terzo in ordine di gradimento tra i sindaci più amati d'Italia, pari merito con il sindaco di Salerno Vincenzo De Luca e il sindaco di Verona Flavio Tosi.
A marzo 2014 l'indagine Monitorcittà Aree Metropolitane di Datamedia Ricerche, che monitora la soddisfazione dei cittadini sull'operato dei sindaci delle città metropolitane, lo colloca al primo posto in ordine di gradimento come sindaco più amato d'Italia.

#### Primarie del centro-sinistra in Puglia del 2010
Alla fine del 2009 si parla di lui come il possibile candidato del centro-sinistra alla presidenza della Puglia in vista delle elezioni regionali del 2010, dato che il PD si era trovato davanti all'indisponibilità dell'UDC di accettare la candidatura di Nichi Vendola a Presidente della Regione Puglia. Il leader dell'UDC chiese al Partito Democratico la candidatura di Michele Emiliano: quest'ultimo dopo avere per circa due mesi reiteratamente dichiarato la sua indisponibilità a candidarsi, venne candidato dal segretario regionale del Partito Democratico. Questi non aveva concordato preventivamente la mossa con lo stesso Emiliano. Dopo qualche giorno e sotto la pressione di D'Alema, Bersani e Casini, Emiliano venne costretto ad accettare la candidatura.
Chiese però la tutela dell'amministrazione comunale in corso equiparando la legge elettorale della Puglia a quella di ogni altra Regione italiana e cioè abrogando l'obbligo di dimettersi imposto ai sindaci per poter presentare la propria candidatura a Presidente della Regione o a Consigliere Regionale. Emiliano accettò persino di svolgere le primarie con Vendola a condizione che fosse rimosso questo impedimento, già giudicato illegittimo dalla Corte costituzionale con riferimento alla legge elettorale della Toscana. Di fronte all'indisponibilità di Vendola e del Consiglio regionale alla modifica di questa legge, Emiliano ritirò la sua candidatura e richiese il segretario regionale del suo partito di investire direttamente Vendola della candidatura. Ciononostante il Partito Democratico candidò alle primarie Francesco Boccia che ne uscì sconfitto per la seconda volta in cinque anni. La sconfitta di Boccia determinò la rottura dell'alleanza elettorale in Puglia tra l'UDC ed il centro-sinistra.

### Assessore comunale a San Severo (2014-2015)
Nel giugno 2014 cessato dalla carica di sindaco del capoluogo pugliese viene nominato dal neo primo cittadino della città di San Severo assessore alla Legalità e polizia locale. L'incarico di assessore nella cittadina è a titolo gratuito. Il 3 luglio 2015 ha annunciato di aver comunicato le proprie dimissioni al sindaco di San Severo.

### Presidenza della Regione Puglia (2015-presente)
Nel febbraio 2014 viene eletto segretario regionale del Partito Democratico pugliese. Dopo aver vinto le primarie del Partito Democratico in Puglia, vince anche le elezioni regionali del 31 maggio 2015, con il sostegno del PD, del Partito Comunista d'Italia, dei Popolari per l'Italia e delle liste civiche Emiliano Sindaco di Puglia (SC - IdV - Partito del Sud), Noi a Sinistra per la Puglia (SEL - La Puglia in Più), Popolari (UdC - CD - Realtà Italia), La Puglia con Emiliano (Iniziativa Democratica per la Puglia) e Pensionati e Invalidi Giovani Insieme riuscendo ad essere eletto alla presidenza della Regione Puglia con il 47% dei voti.
Nel 2016, in qualità di Presidente della Regione Puglia, presenta una proposta per la decarbonizzazione degli impianti tarantini dell'Ilva, basata anche sulle risorse stanziate per la realizzazione del TAP (Gasdotto Trans-Adriatico). A settembre dello stesso anno, Emiliano firma con il Presidente del Consiglio Renzi il cosiddetto "Patto per la Puglia" al fine di sbloccare 2,7 miliardi di euro del Fondo per lo sviluppo e la coesione (FSC) da assegnare alla regione pugliese per vari interventi ed investimenti sul territorio. Tra le politiche sociali promosse utilizzando gli stanziamenti del FSC, e grazie all'azione della giunta regionale guidata da Emiliano, in Puglia viene introdotto il Reddito di Dignità (Re.D.), un reddito minimo garantito erogato a tutte le persone che ne facciano richiesta avendo un ISEE inferiore ai tremila euro annui. La misura, necessaria per contrastare la povertà, anticipa di alcuni anni sia il Reddito di Inclusione (ReI) introdotto dal Governo Gentiloni sia il Reddito di Cittadinanza varato dal Governo Conte I.
La notte tra il 7 e l’8 marzo 2020, a causa della pandemia di COVID-19, molti pugliesi sono rientrati in Regione dalle zone più colpite dall’epidemia, dopo l’approvazione del Decreto del Presidente del Consiglio, Giuseppe Conte, che annunciava la chiusura della Lombardia. Il Presidente Emiliano ha emanato un’ordinanza che obbligava la quarantena di 14 giorni per tutti coloro rientrati dal Nord Italia.
Sempre durante la pandemia di COVID-19, il 7 maggio 2020, considerata la discesa della curva epidemiologica, il Presidente Emiliano ha firmato un’ordinanza che consente la riapertura di parrucchieri, barbieri, estetisti e centri per la cura della persona.
Altre politiche introdotte in Puglia sotto l'amministrazione Emiliano sono: nuovi regolamenti sanitari regionali riguardanti l'ippoterapia, la clown terapia ed i pazienti sottoposti a chemioterapia, una nuova legge per il contrasto degli incendi boschivi, l'accorpamento dei consorsi che gestiscono la bonifica e l'irrigazione nel sud della regione al momento pesantemente indebitati, una nuova norma per il contrasto della Xylella fastidiosa, il nuovo RET (Regolamento Edilizio Tipo), la prima legge regionale riguardante la coltivazione della cannabis, la prima legge regionale sulle lobby, che prevede l'istituzione di un registro pubblico dei rappresentanti di gruppi di interesse particolare e di un'agenda pubblica in cui sono resi noti gli incontri tra gruppi e decisori, la legge per l'istituzione della nuova Agenzia regionale per la salute e il sociale (A.Re.S.S.) che subentra alla precedente Agenzia regionale sanitaria (A.Re.S.), la nuova legge regionale sulla pesca e l'acquacoltura, l'introduzione dei minibond regionali per PMI.
In quanto presidente della regione Puglia, dal 22 novembre 2016 si sussegue a Nichi Vendola come presidente di NEREUS, che, come si legge nel manifesto, "intende creare e promuovere uno spazio di dialogo, di scambio e di riflessione tra le regioni e gli attori della politica spaziale in Europa".

#### Prese di posizione e contrapposizione con Renzi
Dopo una iniziale sintonia, in seguito alla sua elezione alla presidenza della Regione, Emiliano ha più volte criticato aspramente il premier, e leader del suo stesso partito, Matteo Renzi attuando anche politiche regionali in contrasto con quelle del governo. Questa contrapposizione ha raggiunto il suo apice in corrispondenza del referendum sulle concessioni per l'estrazione di idrocarburi in zone di mare promosso e sostenuto da Emiliano e osteggiato da Renzi. Durante la campagna referendaria Emiliano ha più volte accusato il Governo di aver introdotto la norma in questione unicamente come favore alle aziende petrolifere e Renzi ha invece accusato il governatore di aver promosso il referendum solo a fini personali. I risultati del referendum sono: 85,85% dei votanti favorevole all'abrogazione e 14,15% contrario, non si riesce però a raggiungere il quorum con un'affluenza del 31,19%.
In seguito il 13 novembre 2016 i cittadini della città pugliese di Manfredonia sono stati chiamati a votare per un referendum comunale riguardante la futura costruzione di un nuovo impianto per lo stoccaggio di Gpl voluto dal colosso Energas. Emiliano si è unito al sindaco della città esprimendosi contrario all'impianto ed invitando i cittadini a votare contro la sua costruzione. Con un'affluenza di circa il 52,5% percento dei votanti la popolazione si è espressa per il 96,02% contraria alla costruzione del nuovo impianto ed in linea con quanto sostenuto dal sindaco e dal presidente di regione.
Durante la campagna per il referendum costituzionale del 4 dicembre 2016 riguardante la riforma Renzi-Boschi, Emiliano sostiene il NO in contrapposizione alla linea della segreteria del suo partito (pur non facendo campagna per il NO proprio per rispetto verso la segreteria).
Emiliano entra nuovamente in contrasto con Renzi negli ultimi giorni del suo governo per il mancato stanziamento nella legge di bilancio di circa 50 milioni di euro destinati alla sanità tarantina per far fronte all'aumento di patologie dovuto all'inquinamento ambientale derivante dagli impianti dell'Ilva.
Il 4 dicembre, poco prima di incontrare il nuovo Presidente del Consiglio Paolo Gentiloni, Emiliano ha depositato un ricorso della Regione Puglia presso la Corte costituzionale in merito ad un conflitto di attribuzioni fra Stato e Regione riguardante la costruzione del gasdotto Tap.

#### Candidatura alla segreteria del PD

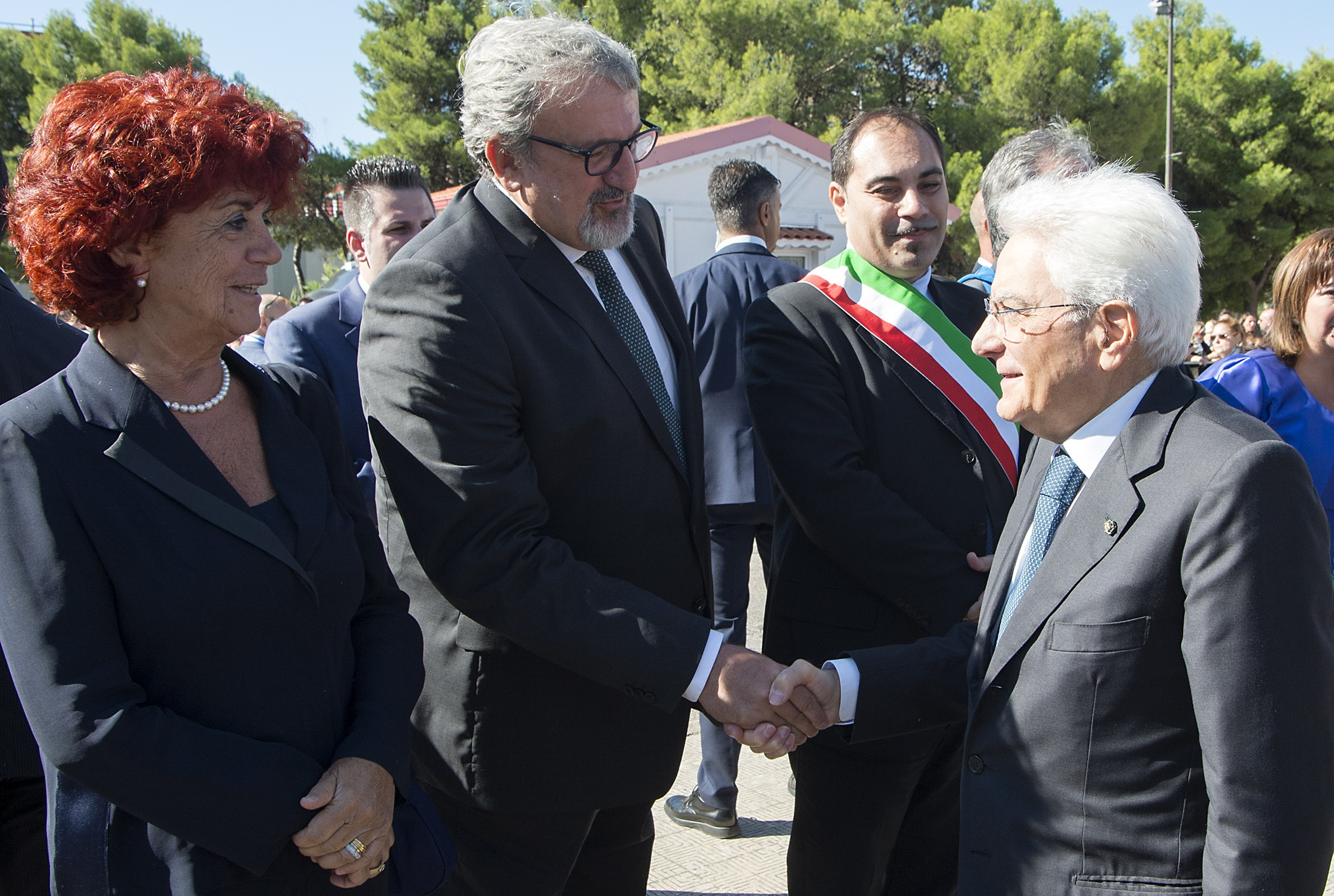
Emiliano con Sergio Mattarella e il Ministro dell'Istruzione, dell'Università e della Ricerca Valeria Fedeli a Taranto nel 2017

Nella direzione del Partito Democratico del 13 febbraio 2017, che ha determinato la convocazione di un congresso straordinario per l'elezione del nuovo segretario nazionale del partito, Emiliano ha ufficializzato la propria candidatura alla segreteria.
Alla fine della prima fase delle primarie del partito, riservate ai circoli, risulta il candidato meno votato, con una percentuale di consenso dell'8%. Il risultato definitivo del 30 aprile lo vede comunque terzo (e quindi ultimo) con una percentuale del 10.9%.

#### Sentenza della Corte costituzionale e uscita dal partito

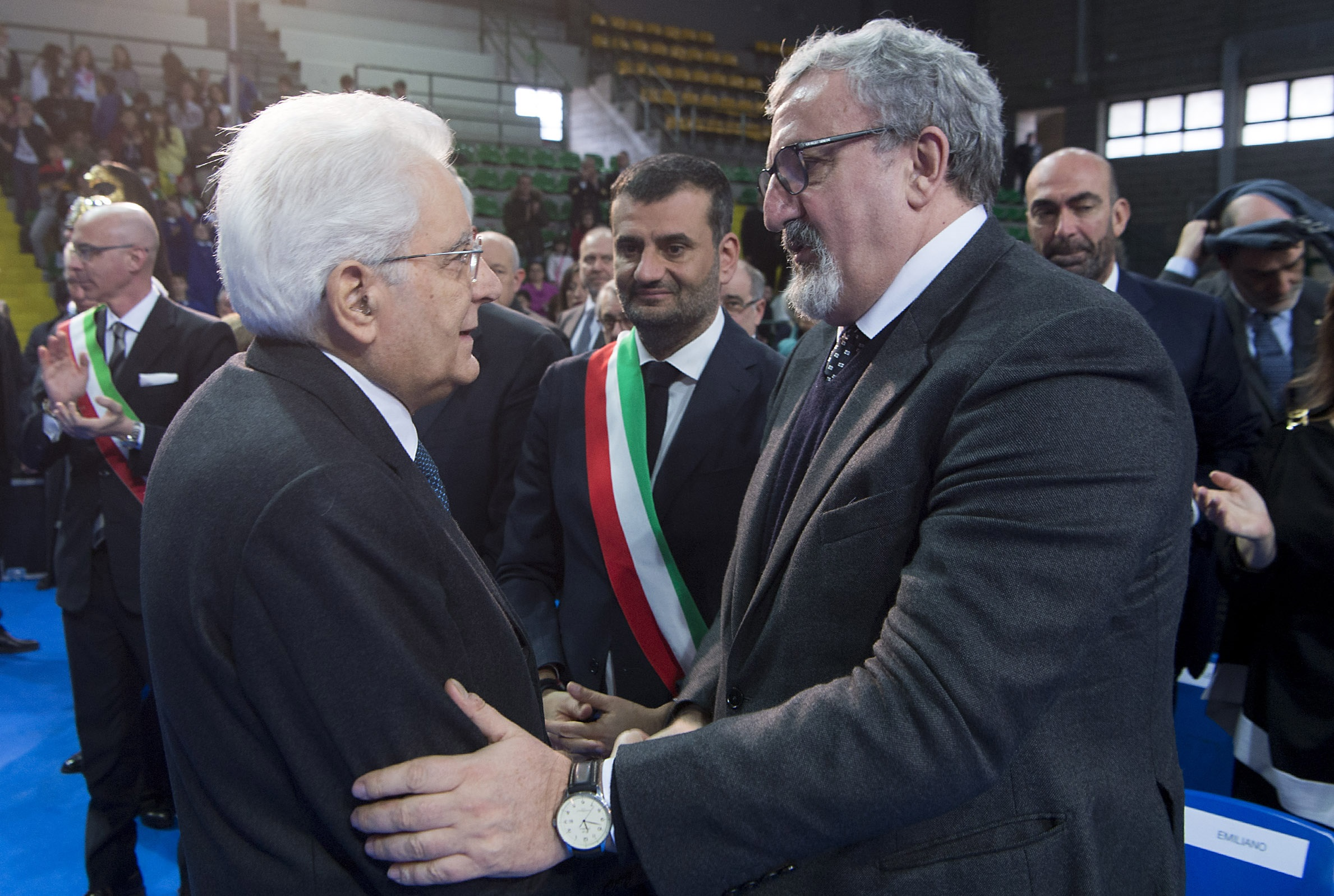
Emiliano con il Presidente della Repubblica Sergio Mattarella

Il 3 dicembre 2018, in seguito alla sentenza della Corte costituzionale che stabilisce che i magistrati non possano avere tessere di partito, Emiliano annuncia di non rinnovare l'iscrizione al PD, restando comunque nell'area del centro-sinistra

#### Primarie per le elezioni regionali del 2020 e rielezione
Il 12 gennaio 2020 viene candidato per un secondo mandato alla presidenza della regione Puglia, vincendo le primarie del centro-sinistra per la scelta del candidato con il 70% delle preferenze e distanziando nettamente il consigliere regionale Fabiano Amati (14,3%), l'ex europarlamentare Elena Gentile (12,1%), entrambi del PD, e il sociologo indipendente Leonardo Palmisano (3,1%). Gode del sostegno di 15 liste, tra le quali quelle di Partito Democratico, Italia in Comune, DC Puglia, Puglia Solidale e Verde (Sinistra Italiana, Europa Verde, PSI), Popolari con Emiliano (Centro Democratico e Puglia Popolare) e Senso Civico (Articolo Uno e PRI). Alle consultazioni elettorali del 20 e 21 settembre viene confermato alla guida dell'amministrazione regionale con il 46,78% dei consensi, con un vantaggio di 8 punti percentuali sullo sfidante di centro-destra Raffaele Fitto.
Il 9 aprile 2021 diventa vicepresidente della Conferenza delle regioni e delle province autonome, presieduta da Massimiliano Fedriga, presidente del Friuli-Venezia Giulia.

#### La stagione del "civismo pugliese"
Indipendente dal 2018, Emiliano intraprende un percorso politico nuovo allestendo una rete di liste civiche che fanno capo direttamente a lui. In particolare a luglio 2021 lancia ufficialmente il movimento CON. Già presente come lista alle precedenti elezioni regionali, in seguito alle quali esprimeva gli assessori Pierluigi Lopalco e Alessandro Delli Noci, la nuova creatura politica deve ambire secondo Emiliano a fare da "polline fra PD e M5S", dialogando con esponenti del civismo e dell'ecologia come i Verdi e il sindaco di Milano Giuseppe Sala. Pur mantenendo un ruolo centrale per il movimento CON, prevedendo un radicamento capillare anche nelle elezioni comunali, Emiliano ha successivamente allargato il campo lanciando una federazione di liste, Insieme per la Puglia.
Nel 2023 CON diviene un movimento politico strutturato, con la nomina dell'ex senatore forzista Michele Boccardi a coordinatore regionale. Nel luglio 2024 Boccardi si dimette, venendo poi sostituito dall'assessore regionale Alessandro Delli Noci. Alle elezioni comunali in Puglia del 2024 vengono presentate liste di CON a Bari (6% e 3 eletti), Manfredonia (7% e 2 eletti) e in altre realtà più piccole mentre a Lecce sostiene alcune liste civiche. L'anno seguente CON prende quasi l'8% a Taranto (dove ottiene 4 eletti in consiglio comunale e il primo sindaco di un capoluogo pugliese con Piero Bitetti) ma sostiene anche candidati non appoggiati dal Partito Democratico come a Orta Nova e Massafra.

## Aspetti controversi
- Nel dicembre 2007 riceve un grosso regalo consistente in "Champagne, vino e formaggi, quattro spigolone, venti scampi, ostriche imperiali, cinquanta noci bianche, cinquanta cozze pelose, due chili di seppioline, allievi locali di Molfetta e otto astici" da parte di Gerardo Degennaro[58], imprenditore poi finito agli arresti per aver ottenuto agevolazioni e linee preferenziali da parte dei tecnici del comune di Bari, senza però essere indagato, non sussistendo alcunché di penalmente rilevante a suo carico[59].
- Nel novembre 2012 viene rinviato a giudizio con l'accusa di diffamazione a causa di una sua esternazione su Facebook nei confronti di un esponente del PdL barese, Mario Feronelli, ma viene successivamente prosciolto per rimessione della querela[60].
- Nel 2016 il Procuratore generale della Cassazione di Bari Gianfranco Ciani ha avviato un'azione disciplinare nei confronti di Michele Emiliano sostenendo l'illiceità disciplinare dell'attività politica partitica svolta dal sindaco e poi Presidente della Regione in quanto non coessenziale all'attività politica svolta in queste veste politiche. Si tratta della prima volta nella storia d'Italia che un simile rilievo viene mosso ad un magistrato in aspettativa per mandato elettorale.[61]
- Emiliano ha creato polemiche all'interno del PD per il suo sostegno a Giuseppe "Pippi" Mellone, sindaco uscente di Nardò ricandidatosi alle elezioni comunali del 2021 (poi riconfermato con il 74% dei voti), da più parti ritenuto un esponente di estrema destra, con un passato in Azione giovani e contrapposto al candidato sindaco sostenuto dallo stesso PD Carlo Falangone; molto critico sulla vicenda il senatore Dario Stefano, che arriva ad autosospendersi dal partito chiedendo chiarimenti in merito.[62]
- Emiliano elogiò Matteo Salvini nel 2021 dicendo «Apprezzo lo sforzo che stai facendo per trovare una visione del Paese» scatenando polemiche[63][64][65][66].

## Procedimenti giudiziari
Il 16 ottobre 2019 viene resa nota la sua iscrizione nel registro degli indagati da parte della Procura di Foggia. Si contesta al governatore pugliese il fatto di aver ricevuto pressioni da un consigliere regionale per una nomina riguardante una Asp (Azienda per i Servizi alla Persona). Con lui è indagato anche Salvatore Ruggeri, assessore regionale al Welfare. Il procedimento è stato poi archiviato nei confronti di Emiliano e Ruggieri perché il fatto non sussiste su richiesta della stessa procura di Foggia che l'aveva accusato.
Il 12 giugno il tribunale di Bari ha condannato per diffamazione il governatore pugliese, Michele Emiliano, a pagare una multa di 1.500 euro e a risarcire i danni per 25mila euro all'ex consigliere comunale Luigi Cipriani, parte offesa.